# Hungarus-tudat

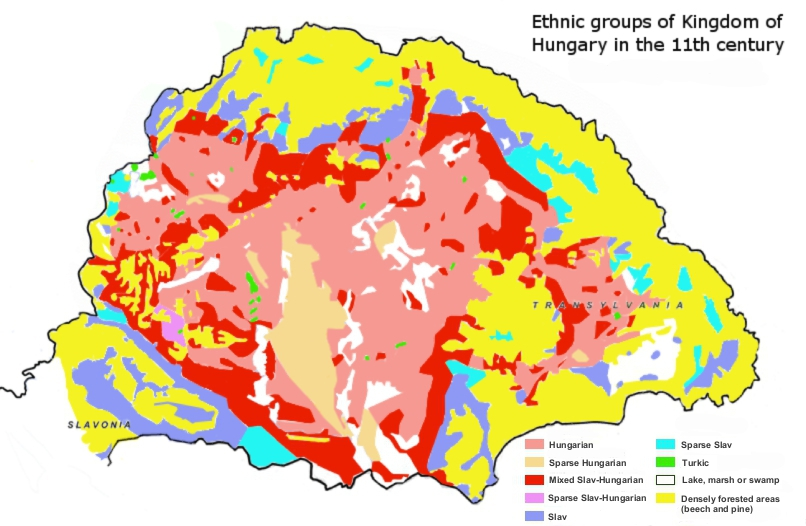
Etnikai csoportok elhelyezkedése a Magyar Királyság területén a 11. században

A hungarus-tudat a Magyar Királyság lakóinak önazonosulási eszméje, sajátos nemzettudata a 18. századig. Lényege az országhoz való kötődés, nemzetiségre való tekintet nélkül. A hungarus-tudatnak a nacionalizmus megjelenése vetett véget.

A Magyar Királyság a 13. században

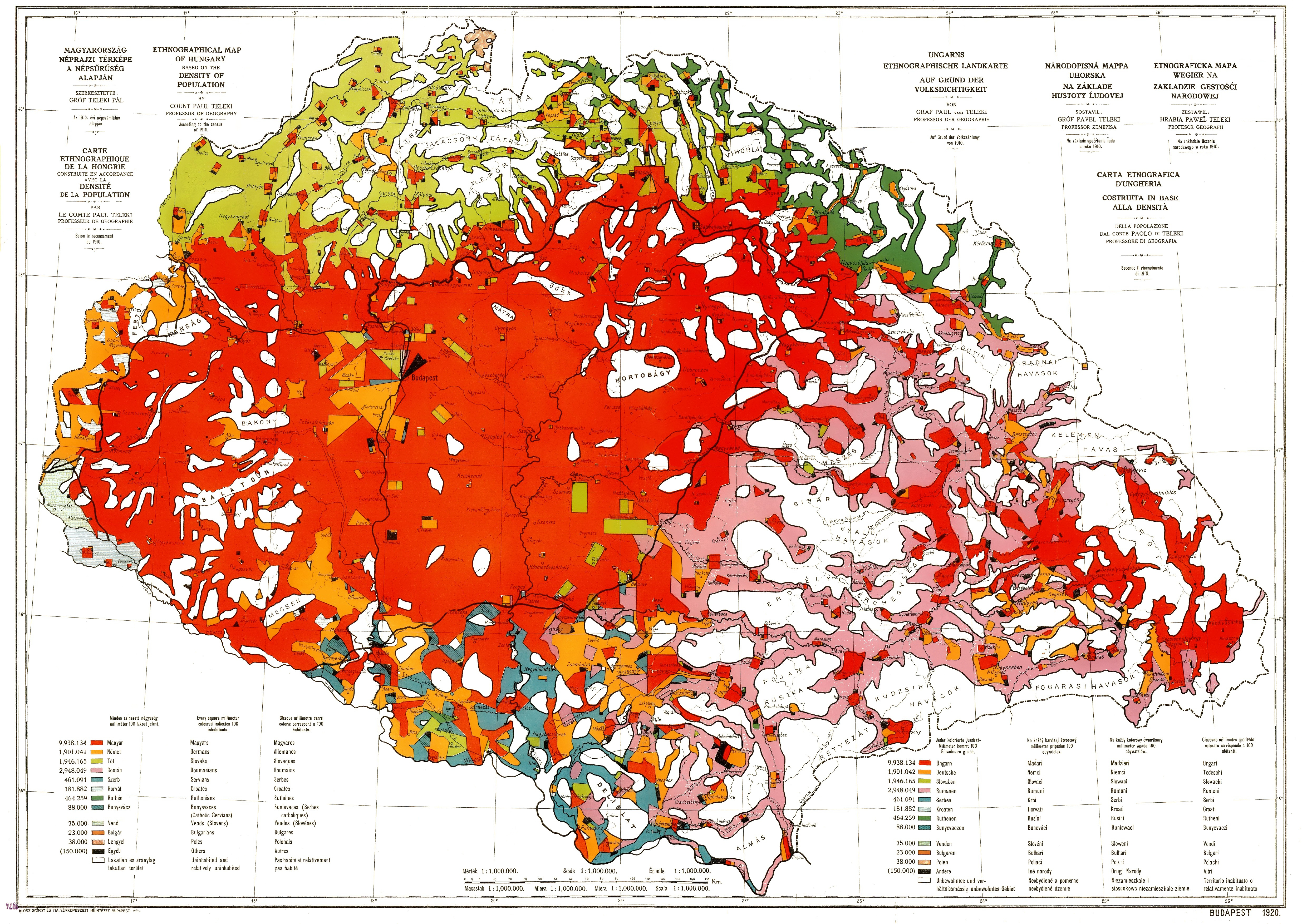
Teleki Pál miniszterelnök „vörös térképe”, mely Magyarország nemzetiségeit mutatja az 1910-es népszámlálás alapján.

## Története
A magyarok államalapításakor az ország hivatalosan is királysággá vált. Az intézményrendszerei nem csak nyugati mintára jöttek létre, hanem a keleti örökség részei is beleolvadtak. Ilyen a hungarus-tudat is. A keleti népekre (például: hunokra és mongolokra) jellemző toleranciát (vallási és nemzetiségi szempontból) a magyarok nyugatabbra vándorlásukkor is megőrizték. A Magyar Királyság fennállása alatt a magyarok többször is betelepítettek különböző népeket a Kárpát-medencébe, ilyen nép például a kun, egy részüket IV. Béla király telepítetette le 1239-ben.
Ezeket a népeket sikeresen integrálták, és egészen a nacionalizmus megjelenéséig zavartalanul éltek a királyság területén. Néhány nép, például a kunok teljesen beolvadtak a magyarságba. Ez a fajta integrálás a hungarus-tudat megléte miatt sikerülhetett, mert a nemzetiségek nem különálló egységként, hanem az ország szerves részeként, teljes jogú lakóiként voltak kezelve és emiatt ők is így gondoltak magukra. Emellett meg tudták őrizni saját kultúrájukat is.
A modern nacionalizmus megjelenése után a nemzetiségek újra elkezdtek különálló egységként tekinteni magukra és nagyobb autonómiát követeltek. Ez a széthúzás is vezetett aztán az ország feldarabolásához a trianoni békében, mert az egyes nemzetiségek saját országokat akartak létrehozni és a már meglévő országok a Magyarországon élő etnikumuk területét akarták maguknak megszerezni.